# Alpha Condé
Alpha Condé (Boké, 4 de marzo de 1938) es un político guineano. Fue presidente de Guinea desde el 21 de diciembre de 2010 hasta el golpe de Estado del 5 de septiembre de 2021. Fue profesor de Ciencias Políticas en la Universidad de París. Opositor al gobierno de Lansana Conté, se presentó en las elecciones de 1993 y 1998 bajo la agrupación política opositora Agrupación del Pueblo Guineano. Ha ganado las elecciones presidenciales en tres ocasiones: en 2010, en 2015 y en 2020.

## Biografía
Nació el 4 de marzo de 1938 en Boké, en Guinea Francesa, en el seno de una familia acomodada, perteneciente a la etnia malinké. A los 15 años, viaja a Francia para completar sus estudios secundarios y universitarios. Estudió Derecho en la Universidad de París, donde también obtuvo su doctorado en derecho público, e impartió clases de ciencias políticas en la misma casa de estudios.

## Carrera política
Fue un destacado opositor de Lansana Conté, presidente durante veinticuatro años hasta su muerte en 2008, enfrentándose contra él en las elecciones de 1993 y 1998. Después de esas elecciones fue arrestado acusado de destabilizar el gobierno y de intentar dejar el país de forma ilegal. En 1999 fue condenado a cinco años de cárcel.
Sin embargo, Condé fue puesto en libertad en mayo de 2001, cuando el presidente Conté lo indultó, con la condición de que se le prohibiera participar en actividades políticas. Tras su liberación, salió de Guinea hacia Francia y regresó en julio de 2005. A su regreso, algunos informes indicaron que tenía intención de organizar el RPG para las elecciones municipales celebradas a finales de 2005, pero más tarde manifestó su intención de boicotearlas.
Tras el golpe de Estado en Guinea en 2008 Condé se reunió con el líder golpista Moussa Dadis Camara, presidente del Consejo Nacional para la Democracia y el Desarrollo. Declaró que los miembros del CNDD eran unos "patriotas", aunque más adelante se opuso al consejo y criticó a Camara.
Condé ganó las elecciones presidenciales de 2010 con el 52,52% de los votos en segunda vuelta por delante de Cellou Dalein Diallo pese a que en la primera vuelta solo había logrado el 18%. Antes de tomar posesión ofreció a la oposición formar gobierno en un intento de "reintegración" nacional.

### Presidencia
Después de su elección, Condé intentó mejorar la ley de minería en Guinea, en consulta con George Soros, para reducir la corrupción en el sector y aumentar los beneficios del país. Condé recurrió a Soros para que le ayudara a redactar un código minero que reduciría la corrupción y aumentaría la participación del gobierno del 15% al 35%.
Según varios documentos supuestamente filtrados a la ONG internacional Global Witness, la empresa minera Sable Mining participó en ayudar a Condé a ganar las elecciones de 2010 a cambio de derechos mineros en el país. Global Witness informó que Sable apoyó la campaña electoral de Condé, organizó reuniones logísticas y estratégicas, le ofreció prestarle un helicóptero y pagó sobornos a su hijo, Alpha Mohammed Condé, para obtener permisos de minería en varias áreas. incluido el Monte Nimba. En un correo electrónico supuestamente enviado por Alpha Mohammed Condé a Sable en agosto de 2010, dijo que respaldar la campaña de su padre "hará que mi padre se sienta aún más cómodo para apoyar nuestras asociaciones comerciales".

#### Presunto intento de asesinato
En la madrugada del 19 de julio de 2011 sufrió un intento de golpe de Estado: un comando fuertemente armado sitió la casa presidencial y la atacó mientras Condé dormía, siendo esta ofensiva rechazada por la Guardia Presidencial. El asalto, que se inició a las 3:10 a. m. (hora local) y se extendió por casi tres horas, afectó gravemente la estructura de la residencia, la que sufrió disparos de artillería y explosiones causadas por granadas y cohetes. Varias horas después ocurrió otro combate entre miembros del ejército y los atacantes en las cercanías del Palacio. Al menos un asaltante falleció durante los enfrentamientos y otro fue capturado.

#### Violencia durante su precandidatura
Condé recibió críticas durante las protestas y la violencia que duraron una semana a finales de febrero y principios de marzo de 2013, después de que partidarios de la oposición salieran a las calles de Conakri para protestar pacíficamente contra sus intentos de manipular las elecciones parlamentarias de 2013. La coalición de oposición se retiró del proceso electoral a mediados de febrero, principalmente debido a la insistencia de Condé en utilizar una empresa sudafricana, Waymark Infotech, para elaborar la lista de votantes registrados en beneficio de su partido político.
La violencia que siguió provocó al menos veinte muertos y cientos de heridos debido a que las fuerzas de seguridad de Condé utilizaron munición real para dispersar a los manifestantes pacíficos.

#### Brote del Ébola
Mientras el brote de Ébola empeoraba en Liberia y Sierra Leona, el presidente Condé minimizó la epidemia e insistió en que su gobierno tenía todo bajo control. Los investigadores han sugerido que el interés del gobierno de Condé en atraer inversión extranjera, particularmente en la industria minera, llevó a restar importancia a la epidemia de Ébola.
Durante la epidemia, Condé suspendió las prohibiciones de viaje, suspendió vuelos y generalizó las restricciones de cuarentena. Durante el brote, la economía de Guinea resultó dañada. En una conferencia de dos días de las Naciones Unidas, Condé se mostró optimista acerca de recibir 3,2 mil millones para las naciones afectadas por la epidemia.
En agosto de 2015, Alpha Condé se reunió con el Dr. Mohamed Belhocine para discutir sobre la vacuna contra el virus del Ébola. Condé se mostró estresado por la eficacia de la vacuna. Después de esa reunión, dio instrucciones para la creación de un comité técnico para Guinea, encargado de hacer propuestas y recomendaciones para organizar una reunión nacional con expertos en la vacuna contra el Ébola. 

#### Reelección en 2015
Fue reelecto para un segundo mandato en las elecciones presidenciales de 2015 con el 57,85% de los votos y para un tercer mandato en 2020 con el 59,49 % de votos frente a Cellou Dalein Diallo, que obtuvo oficialmente el 33,5 % de los votos aunque este se autoproclamó vencedor de las elecciones el 19 de octubre. En varias ciudades se produjeron enfrentamientos entre la oposición y las fuerzas de seguridad por los resultados, ya que un tercer mandato no estaba permitido en la constitución guineana.

### Escándalo de corrupción de 2016
En 2016, la organización de noticias francesa FRANCE 24 publicó grabaciones de audio que parecen demostrar que la empresa minera Rio Tinto pagó a un funcionario del gobierno guineano y conocido cercano del presidente, una suma de 10,5 millones de dólares por derechos mineros en la mina Simandou . El presidente Condé dice que De Combret actuó solo. Las grabaciones de audio no implican al presidente ya que no hay ninguna indicación en ellas de que no estuviera simplemente exigiendo el pago inicial del contrato de 700 millones de dólares en nombre del gobierno sin ningún pago involucrado. Rio Tinto admitió el pago en noviembre de 2016.

#### Reelección en 2020 y referéndum
El 7 de noviembre de 2020 fue proclamado oficialmente por la Corte Constitucional presidente para un tercer mandato con 2 438 815 votos, es decir el 59,50 % superior a la mayoría absoluta, tras un referéndum constitucional que le permitió presentarse a pesar del límite de dos mandatos. La oposición rechazó los resultados debido a acusaciones de fraude y estallaron protestas violentas en todo el país.
En agosto de 2021 se lo criticó por citarse con Nicolas Sarkozy, quien fue previamente condenado por financiación ilegal.

### Derrocamiento
El 5 de septiembre de 2021, un grupo de militares encabezados por el teniente coronel Mamady Doumbouya, jefe de las Fuerzas Especiales del Ejército de Guinea, llevaron a cabo un intento de un golpe de Estado contra el régimen de Alpha Condé,  con intensos tiroteos en la capital, Conakri, alegando que habían capturado y arrestado el presidente Condé.
El 9 de diciembre de 2022, el Tesoro estadounidense publicó una lista de más de cuarenta personalidades objeto de sanciones por actos de corrupción y violaciones de derechos humanos. Entre los objetivos de la Oficina de Control de Activos Extranjeros (OFAC), el organismo de control financiero del Departamento del Tesoro se encuentra Alpha Condé.

## Vida personal
Está casado con Djene Antonia Conté.